# Floorball-Bundesliga Österreich 2020/21
Die Floorball-Bundesliga Österreich 2020/21 war die 20. Spielzeit der österreichischen Floorball-Bundesliga.

## Herren-Bundesliga (Großfeld)
Die österreichische Floorball-Bundesliga auf dem Großfeld der Herren begann am 10. Oktober 2020. Durch den Abbruch der diesjährigen Saison der International Floorball League aufgrund der Corona-Pandemie stockten die drei österreichischen Vertreter (VSV Unihockey, Wiener Floorball Verein und IC Graz) die Bundesliga auf. Durch den coronabedingten Abbruch der vergangenen Saison ging der Wiener Floorball Verein wieder als Titelverteidiger in die Spielzeit.

### Teilnehmer
Staffel West
- KAC Floorball
- TVZ Wikings Zell am See
- efloorball.at Hot Shots Innsbruck
- VSV Unihockey II

Staffel Ost
- IBC Leoben
- UHC Crossroads
- FBC-Dragons

Staffel Süd
- Wiener Floorball Verein
- VSV Unihockey
- IC Graz

### Modus
Im Grunddurchgang wird die West- und Ost-Staffel in einer Hin- und Rückrunde und die Süd-Staffel in einer Dreifachrunde ausgetragen. Zusätzlich kommt für jede Mannschaft je eine Partie gegen die Teams der anderen beiden Staffeln hinzu.
Die Teams auf den ersten beiden Plätzen der West- und Ost-Staffel spielen dann an einem Wochenende das Final 4. Dabei spielt zunächst der Gewinner der West gegen den 2. der Ost und andersherum. Die beiden Sieger ermitteln dann in einem Spiel den vierten Teilnehmer für die Staatsmeisterschaft. Die drei Mannschaften der Süd-Staffel sind für diese bereits qualifiziert.
In der Staatsmeisterschaft spielt nun der 2. der Süd gegen den 3. und der Staffelsieger gegen den Final 4-Sieger. Die beiden Gewinner ermitteln dann den österreichischen Floorball-Meister. Alle Spiele des Halb- und Finals werden im Best-of-3-Modus ausgetragen.

### Grunddurchgang

#### Staffel West
| Pl. | Verein                            | GP | S (OT) | N (OT) | +   | -   | +/- | Pts |
| --- | --------------------------------- | -- | ------ | ------ | --- | --- | --- | --- |
| 1.  | KAC Floorball                     | 12 | 9 (1)  | 2 (0)  | 112 | 53  | +59 | 29  |
| 2.  | TVZ Wikings Zell am See           | 12 | 8 (0)  | 4 (0)  | 64  | 67  | −3  | 24  |
| 3.  | VSV Unihockey II                  | 12 | 3 (0)  | 9 (0)  | 45  | 108 | −63 | 9   |
| 4.  | efloorball.at Hot Shots Innsbruck | 11 | 2 (0)  | 10 (0) | 48  | 102 | −54 | 6   |

#### Staffel Ost
| Pl. | Verein         | GP | S (OT) | N (OT) | +  | -   | +/-  | Pts |
| --- | -------------- | -- | ------ | ------ | -- | --- | ---- | --- |
| 1.  | FBC-Dragons    | 11 | 5 (0)  | 6 (0)  | 70 | 77  | −7   | 15  |
| 2.  | UHC Crossroads | 11 | 3 (0)  | 8 (0)  | 32 | 89  | −57  | 9   |
| 3.  | IBC Leoben     | 11 | 1 (0)  | 10 (0) | 25 | 128 | −103 | 3   |

#### Staffel Süd
| Pl. | Verein                  | GP | S (OT) | N (OT) | +   | -  | +/-  | Pts |
| --- | ----------------------- | -- | ------ | ------ | --- | -- | ---- | --- |
| 1.  | Wiener Floorball Verein | 15 | 12 (1) | 2 (0)  | 163 | 51 | +112 | 38  |
| 2.  | VSV Unihockey           | 15 | 11 (1) | 2 (1)  | 164 | 69 | +95  | 36  |
| 3.  | IC Graz                 | 15 | 6 (0)  | 7 (2)  | 101 | 80 | +21  | 20  |

| Legende                              |
| ------------------------------------ |
| Teilnahme an der Staatsmeisterschaft |
| Teilnahme am Final 4                 |

### Final 4
Halbfinale
| 13. März 2021 14:00 Uhr |  | TVZ Wikings Zell am See | 5:6 n. V. (2:2, 2:1, 1:2, 0:1) Spielbericht | FBC-Dragons | BSFZ Hintermoos, Maria Alm |

| 13. März 2021 18:00 Uhr |  | KAC Floorball | 12:1 (2:0, 6:1, 4:0) Spielbericht | UHC Crossroads | BSFZ Hintermoos, Maria Alm |

Spiel um Platz 5
| 14. März 2021 10:00 Uhr |  | TVZ Wikings Zell am See | 4:5 (2:1, 0:3, 2:1) Spielbericht | UHC Crossroads | BSFZ Hintermoos, Maria Alm |

Finale
| März 2021 14:00 Uhr |  | KAC Floorball | 7:3 (2:0, 3:3, 2:0) Spielbericht | FBC-Dragons | BSFZ Hintermoos, Maria Alm |

### Staatsmeisterschaft
Halbfinale 1
| 20. März 2021 17:00 Uhr |  | KAC Floorball | 4:8 (1:2, 0:3, 3:3) Spielbericht | Wiener Floorball Verein | Sporthalle Waidmannsdorf, Klagenfurt |

| 27. März 2021 17:00 Uhr |  | Wiener Floorball Verein | 10:7 (4:1, 2:3, 4:3) Spielbericht | KAC Floorball | Sporthalle Altgasse, Wien |

| 28. März 2021 15:00 Uhr |  | Wiener Floorball Verein | entfällt | KAC Floorball | Sporthalle Altgasse, Wien |

Halbfinale 2
| 20. März 2021 17:00 Uhr |  | IC Graz | 4:7 (1:2, 1:0, 2:5) Spielbericht | VSV Unihockey | Raiffeisen Sportpark, Graz |

| 27. März 2021 18:00 Uhr |  | VSV Unihockey | 6:5 n. V. (3:1, 1:2, 1:2, 1:0) Spielbericht | IC Graz | Ballspielhalle Villach St. Martin, Villach |

| 28. März 2021 14:00 Uhr |  | VSV Unihockey | entfällt | IC Graz | Ballspielhalle Villach St. Martin, Villach |

Finale
| 10. April 2021 17:00 Uhr |  | Wiener Floorball Verein | 4:9 (0:4, 1:1, 3:4) Spielbericht | VSV Unihockey | Sporthalle Altgasse, Wien |

| 17. April 2021 18:00 Uhr |  | VSV Unihockey | 6:5 (3:1, 1:1, 2:3) Spielbericht | Wiener Floorball Verein | Ballspielhalle Villach St. Martin, Villach |

| 1. Mai 2021 17:00 Uhr |  | Wiener Floorball Verein | entfällt | VSV Unihockey | Sporthalle Altgasse, Wien |

## Damen-Bundesliga (Großfeld)
Die österreichische Floorball-Staatsmeisterschaft auf dem Großfeld der Damen begann am 11. Oktober 2020. Als Titelverteidiger ging die ASKÖ FSG Linz/Rum in die Saison.

### Teilnehmer
- Rum
- Wiener FV
- TVZ Wikings Zell am See
- FBC Dragons Wien

### Modus
Der Grunddurchgang wurde in einer Dreifachrunde ausgetragen. Dann spielen in den Play-offs der 1. gegen den 4. und der 2. gegen den 3. des Grunddurchganges. Die beiden Gewinner ermitteln dann den österreichischen Floorball-Meister der Damen. Alle Spiele der Play-offs werden im Best-of-3-Modus ausgetragen.
| Pl. | Verein                  | GP | S (OT) | N (OT) | +  | -  | +/- | Pts |
| --- | ----------------------- | -- | ------ | ------ | -- | -- | --- | --- |
| 1.  | TVZ Wikings Zell am See | 9  | 7 (0)  | 1 (1)  | 58 | 36 | +22 | 22  |
| 2.  | ASKÖ FSG Linz/Rum       | 9  | 5 (1)  | 2 (1)  | 32 | 31 | +1  | 18  |
| 3.  | Wiener FV               | 9  | 4 (1)  | 4 (0)  | 56 | 50 | +6  | 14  |
| 4.  | FBC Dragons Wien        | 9  | 0 (0)  | 9 (0)  | 32 | 61 | −29 | 0   |

| Legende                    |
| -------------------------- |
| Teilnahme an den Play-offs |

### Play-offs
Halbfinale 1
| 6. März 2021 14:00 Uhr |  | ASKÖ FSG Linz/Rum | 3:4 (1:2, 0:0, 2:2) Spielbericht | Wiener FV | Rennerschule, Linz |

| 13. März 2021 14:00 Uhr |  | Wiener FV | 5:7 (0:2, 3:2, 2:3) Spielbericht | ASKÖ FSG Linz/Rum | Sporthalle Altgasse, Wien |

| 20. März 2021 14:00 Uhr |  | ASKÖ FSG Linz/Rum | 11:2 (5:1, 3:1, 3:0) Spielbericht | Wiener FV | Rennerschule, Linz |

Halbfinale 2
| 27. März 2021 14:00 Uhr |  | FBC Dragons Wien | 4:9 (1:2, 0:5, 3:2) Spielbericht | TVZ Wikings Zell am See | Sporthalle Alt Erlaa, Wien |

| 13. März 2021 10:00 Uhr |  | TVZ Wikings Zell am See | 6:4 (3:0, 3:0, 0:4) Spielbericht | FBC Dragons Wien | Rennerschule, Linz |

| 20. März 2021 00:00 Uhr |  | TVZ Wikings Zell am See | entfällt | FBC Dragons Wien | Rennerschule, Linz |

Finale
| 27. März 2021 14:00 Uhr |  | TVZ Wikings Zell am See | 2:1 (0:0, 0:1, 2:0) Spielbericht | ASKÖ FSG Linz/Rum | BSFZ Hintermoos, Maria Alm |

| 10. April 2021 14:00 Uhr |  | ASKÖ FSG Linz/Rum | 3:2 (1:1, 1:0, 1:1) Spielbericht | TVZ Wikings Zell am See | Dreiffachhalle Neue Mittelschule Rum, Rum |

| 17. April 2021 14:00 Uhr |  | TVZ Wikings Zell am See | 3:0 (2:0, 0:0, 1:0) Spielbericht | ASKÖ FSG Linz/Rum | BSFZ Hintermoos, Maria Alm |